# Lacevaran
Lacevaran (Varanus varius) är en varan som förekommer i Australien. Djuret lever i skogar längs Australiens östra och sydöstra kustlinje. Utbredningsområdet sträcker sig över delstaterna Queensland, New South Wales och Victoria.

## Kännetecken

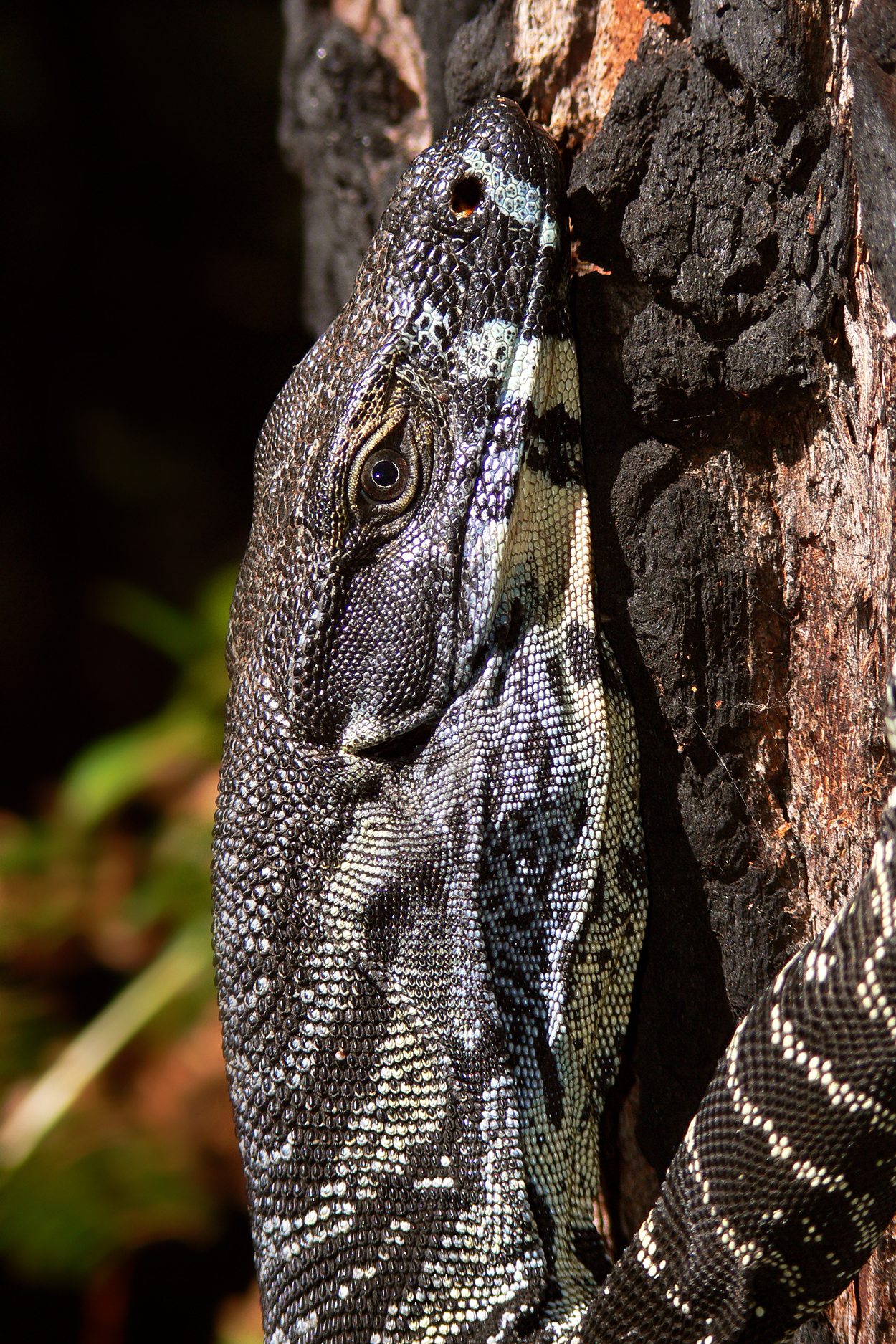
Närbild på huvudet

Lacevaran blir upp till 2,28 meter lång. Kroppen har en ljusbrun till gråsvart grundfärg och sedan finns flera osymmetriska vita, gula eller gulgröna strimmor. På läpparna, strupen eller huvudets sidor förekommer ibland blåa fläckar.

## Levnadssätt
Djuret vistas i regioner upp till 800 meter över havet som kännetecknas av trädansamlingar och stark till medelstark nederbörd. I utbredningsområdet stiger temperaturen på sommaren till 40°C och under vintern förekommer ibland minusgrader. Lacevaran vilar i kyliga regioner under vintern, i tropiska områden är den aktiv hela året. Varanens klor och svans ger den bra förmåga att klättra på träd och den söker skydd i trädens krona när den känner sig hotad. Födan utgörs bland annat av ägg, mindre ödlor, små däggdjur, fåglar och as. Vanligen hittar varanen sina byten på marken. Parningen sker i naturen mellan november och december. I slutet av december eller i januari lägger honan sina ägg.